# دنیل زاکانتی
دنیل زاکانتی (انگلیسی: Daniel Zaccanti؛ زادهٔ ۲۷ نوامبر ۱۹۷۸) بازیکن فوتبال اهل آرژانتین است.
از باشگاه‌هایی که در آن بازی کرده‌است می‌توان به باشگاه فوتبال ویرتوس انتلا، باشگاه فوتبال دینامو تیرانا، باشگاه فوتبال کارل زایس ینا، باشگاه فوتبال لوتسرن، باشگاه فوتبال تیرانا، و باشگاه فوتبال راسینگ کلوب آویاندا اشاره کرد.